# 朱士鯤
朱士鯤（？—1652年5月7日（永曆六年四月壬寅）），字仲輿，常州府靖江縣人，南明政治人物。

## 生平
朱士鯤是一名選貢，獲授武宣知縣，當地多少數民族，號稱難治，親友都阻止他出發，但他慨然和妻子前往。其時瞿式耜留守桂林，和他有交情，因此互相倚重，薦任職方主事。永曆四年（1650年），朱士鯤得考選第一，遷江西道御史，聯同吳貞毓等人一起彈劾劉湘客等南明五虎，令他們關押錦衣獄，擢任吏科都給事中。永曆帝在梧州，偵察得知桂林失守，急忙前往潯州，又到南寧，朱士鯤都在隨行。
永曆五年（1651年）後，南明朝廷不停流亡，朱士鯤因為道路阻隔而流散；幼子朱湸擔任北流知縣，因此前往該處依附。次年（1652年），土匪梁朝統作亂，縣內兵糧都耗盡，他失意地說：「死期到了，尚對草問活路嗎？」北流淪陷，他在黃沙水投河自殺；妻子楊氏、寡婦盛氏、孫女朱靈姑同日自殺，朱湸與妻子盧氏亦投河而死，二十多八名僕婦也跟隨自殺。

## 引用
1. 1 2  錢海岳《南明史·卷四·本紀第四》：（永曆六年）夏四月壬寅朔，……北流陷，都給事中朱士鯤等死之。
2. 1 2  錢海岳《南明史·卷五十九·列傳第三十五》：朱士鯤，字仲輿，靖江人。選貢。授武宣知縣，地處蠻獠，號難治，親友多尼其行，士鯤獨慨然絜妻子以往。適瞿式耜留守桂林，與有故，相倚為重，薦職方主事。永曆四年，考選第一，遷江西道御史，偕吳貞毓等環劾劉湘客等五臣，皆下錦衣獄，擢吏科都給事中。上在梧州，偵知桂林失守，急趨潯州，轉而之南寧，以士鯤從。
3. ↑  錢海岳《南明史·卷五十九·列傳第三十五》：五年以後，君臣播遷無虛日，以道梗相失。其少子湸為北流知縣，遂依之。六年，土寇梁朝統亂，兵食俱盡，扼腕嘆曰：「死期至矣，尚向草問求活耶？」北流陷，自沈黃沙水死。妻楊、孀婦盛、女孫靈姑同日死，湸與妻盧亦水死，僕婦從死者二十八人。